# Szabó János Győző
Szabó János Győző (Budapest, 1929. július 27. – Budapest, 1986. június 15.) régész, történész.

## Élete
Gimnáziumi tanulmányait a budapesti bencés gimnáziumban végezte. 1948-1953 között a Pázmány Péter Tudományegyetemen őskori és népvándorlás kori régészetet tanult. Diplomamunkájában a pilismarót-öregek dűlői avar temetőt dolgozta fel.
1952-ben a Magyar Nemzeti Múzeum gyakornoka, 1953-1954-ben a szentesi múzeum igazgatója volt, majd 1954-1957 között a szolnoki múzeum munkatársa. 1958-tól haláláig az egri múzeumban dolgozott. Számos ásatást vezetett Heves megyében, a neolitikumtól a késő középkorig terjedő időszakból. Feldolgozta az egri múzeum avar anyagát, számos cikket publikált őskori, népvándorláskori és középkori témákból. Harminc év alatt 110 ásatást és leletmentést végzett. Súlyos betegségben, viszonylag korán hunyt el. Hagyatékából a Heves megyei honfoglalás kori leletek Révész László feldolgozásában jelentek meg.

## Művei
- 1963 A honfoglaláskori lemezes korongok viselete. Az Egri Múzeum Évkönyve 1, 95-117.
- 1964 Honfoglaláskori sírok Eger-Répástetőn. Az Egri Múzeum Évkönyve 2, 105-141.
- 1965 Az egri múzeum avar kori emlékanyaga I. Kora avar kori sírleletek Tarnaméráról. Az Egri Múzeum Évkönyve 3, 29-71.
- 1965 Az egri vár élete. Budapest. (tsz. Kovács Béla)
- 1966 Az egri múzeum avar kori emlékanyaga II. Sírleletek Dormánd-Hanyipusztáról. Az Egri Múzeum Évkönyve 4, 29-69.
- 1968 Topographische Angaben zur spätvölkerwanderungszeitlichen Siedlunggeschichte des Mátra-Gebietes. Študijné Zvesti 16, 245-252.
- 1969 Heves megye régészeti emlékei II. In: Dercsényi, D.-Voit, P. (szerk.): Heves megye műemlékei. Budapest, 41-63.
- 1969 Az egri múzeum avar kori emlékanyaga III. Sírleletek Nagyréde-Ragyogóparton. Az Egri Múzeum Évkönyve 6, 29-67.
- 1969 A hevesi szkítakori temető. Az Egri Múzeum Évkönyve.
- 1975 Árpád-kori falu és temetője Sarud határában II. Az Egri Múzeum Évkönyve 13, 19-68.
- 1975 The Pilismarót Cemetery. In: Kovrig, I. (Ed.): Avar Finds in the Hungarian National Museum. Budapest, 241-281. (társszerző)
- 1976 Árpád-kori falu és temetője Sarud határában III. A temető leírása és rendellenes temetéseinek párhuzamai. Az Egri Múzeum Évkönyve 14, 17-89.
- 1980 Árpád-kori falu és temetője Sarud határában IV. A sírok relatív és abszolút kronológiája, a temető jellege. Az Egri Múzeum Évkönyve 16-17, 45-136.
- 1983 A keleti kereszténység egyik ismertetőjegye temetkezéseinkben. JPMÉ 23, 83-97.
- 1984 Adatok a patai főesperesség korai történetéhez. Tanulmányok Gyöngyösről, Gyöngyös.
- 1987 Das Gräberfeld von Bélapátfalva aus dem 9. Jahrhundert. Comm. Arch. Hung. 1987, 83-99.